# Багаж (Доктор Хаус)
«Багаж» (англ. Baggage)  — двадцята серія шостого сезону американського телесеріалу «Доктор Хаус». Прем'єра епізоду проходила на каналі FOX 10 травня 2010. Доктор Хаус і його нова команда мають врятувати жінку з амнезією.

## Сюжет
Хаус приходить до доктора Нолана, щоб зняти напругу. Нолан просить його розповісти про свій тиждень, оскільки вважає, що у Хауса стрес. Хаус каже, що до швидкої потрапила жінка з амнезією. По дорогих кросівках він зрозумів, що у жінки немає проблем із грішми. Нолан цікавиться у Хауса, що він робив у швидкій і той каже, що уникав Вілсона. Саманта перебирається до їхньої квартири і Вілсон просить Хауса переїхати. Той вирішує повернутися до своєї старої квартири, але бачить, що там оселився його друг з психлікарні Елві. Елві влаштував ремонт і перефарбував стіни у жовтий колір. Щоб купити фарбу Елві продав столик і ще декілька речей Хауса. Хаус розсердився на нього і сказав, щоб той забирався з його квартири, проте Елві розшукує еміграційна служба і він не може повернутися до свого будинку. Хаус повертається до розповіді про пацієнтку. В швидкій у жінки знайшли пульсометр, за номером якого можна знайти його місце покупки.
Хаус вирішує забрати Елві зі своєї квартири та разом з ним і пацієнткою піти до магазину, де вона купувала пульсометр. В магазині жінку ніхто не впізнав, тому план Хауса провалився. Елві вирішує зайти до магазину з пончиками. Виявляється, пацієнтка часто тут скуповується разом зі своїм чоловіком. Продавець каже, що чоловік залишив свою візитку і за нею можна знайти адресу. Хаус, Елві і леді Х вирушають до будинку, де дізнаються, що жінку звати Сінді. Вона адвокат і любить біг, який допомагає боротися зі стресом. Чоловік Сінді каже, що нещодавно вона виграла справу з будинками, які збудовані на старому метановому горизонті. Токсичне ураження метаном може все пояснити. Проте виходячи з дому, Хаус розуміє, що у жінки трапляються комплексні парціальні напади і це перекреслює версію з метаном. Пацієнтку забирають до лікарні, а Хаус і Елві вирушають до ломбарду, щоб забрати речі Хауса, які продав Елві. Хаус повертає собі всі речі, окрім цінної книги. Власник закладу не хоче говорити адресу покупця. 
Невдовзі з розповіді Хауса, доктор Нолан дізнається, що той призначив слухання щодо справи еміграції Елві, а в пацієнтки накопичилась рідина у легенях, що призвело до зупинки дихання. Хаус думав, що у пацієнтки губковидний енцефаліт і переконав команду вирізати частину мозку. Пацієнтка дає дозвіл, проте її чоловік намагається відмовити жінку. Через деякий час стан гіршає і операція вже не зможе врятувати. Хаус наказує встановити електрокардіостимулятор та почати хімію і опромінення. Згодом Хаус помічає, що у Сінді була тату, яку вона хотіла видалити. Але зняли не весь малюнок і у шкірі залишився нижній шар. Це спричинило алергію. Команда замінила ділянку шкіри і жінка одужала. Доктор Нолан помітив у Хауса на руці синець і той зізнався, що напився у барі і викликав бійку. Нолан просить Хауса розповісти про Вілсона, оскільки знає, що Хаус хвилюється через нього. За допомогою Вілсона Хаус дізнався адресу чоловіка, який придбав у ломбарді цінну книгу. Чоловік не хоче віддавати книжку, тому Елві викрадає її. Невдовзі Елві беруть під варту, оскільки він знову не прийшов до суду. У суді Хаус дав документ, у якому йдеться про те, що ДНК підтверджує походження Елві з Пуерто-Рико. Щасливий Елві покидає квартиру Хауса. Доктор Нолан розуміє, що Хаус закоханий у Кадді, але не наважується розповісти їй про це.